# Ludvig Irgens-Jensen
Ludvig Paul Irgens-Jensen (ur. 13 kwietnia 1894 w Kristianii, zm. 11 kwietnia 1969 w Piazza Armerina) – norweski kompozytor.

## Życiorys
Studiował filozofię i filologię w Oslo, uczył się też teorii muzyki i gry na fortepianie. W zakresie kompozycji pozostał w dużej mierze samoukiem. W latach 1920–1921 przebywał w Paryżu. W 1929 roku napisał oratorium Heimferd dla uczczenia 900. rocznicy śmierci króla Olafa Świętego. Od 1946 do 1963 roku zasiadał w radzie eksperckiej związku kompozytorów norweskich. W 1946 roku otrzymał od rządu norweskiego dożywotnią pensję za zasługi w dziedzinie sztuki.
W swojej twórczości nawiązywał do niemieckiej muzyki późnoromantycznej. Jego muzyka cechuje się jasnością konstrukcji i melodyjnością, modalnością oraz wariacyjnym i polifonicznym opracowaniem materiału dźwiękowego. W niektórych utworach stosował nawiązania do norweskiego folkloru muzycznego.

## Wybrane kompozycje
(na podstawie materiałów źródłowych)

### Utwory orkiestrowe
- Tema con variazioni (1925)
- Passacaglia (1926)
- Partita sinfonica (1937)
- Symfonia d-moll (1942)
- Canto d’omaggio (1950)

### Utwory kameralne
- Sonata skrzypcowa (1924)
- Kwintet fortepianowy (1927)

### Utwory wokalno-instrumentalne
- Japanischer Frühling na głos i fortepian (1919)
- kantata Der Gott und die Bajadere (1932)
- oratorium Heimferd na solistów, chór i orkiestrę (1929)

### Opera
- Heimferd (wyst. Oslo 1947)